# Albert Schinz

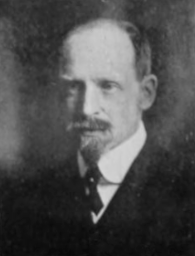
Albert Schinz (1923)

Albert Schinz (* 9. März 1870 in Neuchâtel; † 19. Dezember 1943 in Iowa City) war ein US-amerikanischer Romanist und Literaturwissenschaftler Schweizer Herkunft.

## Leben
Schinz schloss 1892 an der Universität Neuchâtel ein Theologiestudium ab mit der Arbeit La nature du péché. Etude psychologique sur le péché dans ses rapports avec le sentiment moral, la liberté morale et trois points essentiels de la dogmatique chrétienne. Er studierte weiter in Berlin und promovierte 1894 an der Universität Tübingen. Dann ging er noch nach Paris. 1896 war er Privatdozent an der Universität Neuchâtel. 1897 ging er in die Vereinigten Staaten und war Instructor für Französisch an der Clark University (bis 1898), sowie an der University of Minnesota (bis 1899). Er wurde Associate Professor für Französisch am Bryn Mawr College (bis 1913), am Smith College (bis 1928), schließlich Professor an der University of Pennsylvania in Philadelphia (bis 1941).

## Werke

### Monographien
- Essai sur la notion du miracle considérée au point de vue de la théorie de la connaissance, Neuchâtel 1897
- Die Sittlichkeit des Kindes, Langensalza 1898
- Le manuscrit de la première ébauche des «Confessions» de J.-J. Rousseau, Paris 1906
- Anti-pragmatisme. Examen des droits respectifs de l'aristocratie intellectuelle et de la démocratie sociale, Paris 1909 (englisch: Anti-Pragmatism. An Examination into the Respective Rights of Intellectual Aristocracy and Social Democracy, Boston 1909, London/Leipzig 1910)
- Les universités des Etats-Unis d'Amérique, In: Mercure de France 93, 343, 1911, S. 449–481
- Les Accents dans l'écriture française. Etude critique de leurs diverses fonctions dans le passé et dans le présent, Paris 1912
- La question du «Contrat social».Nouvelle contribution sur les rapports de J.-J. Rousseau avec les Encyclopédistes, Paris 1913
- J.-J. Rousseau et le libraire-imprimeur Marc-Michel Rey. Les relations personnelles, in: Annales de J. J. Rousseau 10, 1916
- French literature of the Great War, New York 1920
- Vie et œuvres de J.J. Rousseau avec des notes explicatives, Boston/New York 1921
- La collection Jean-Jacques Rousseau de la Bibliothèque J. Pierpont Morgan, Northampton (Mass.) 1925
- La Pensée religieuse de Rousseau et ses récents interprètes, Paris 1927
- La Pensée de Jean-Jacques Rousseau. Essai d'interprétation nouvelle, 2 Bde., Northampton (Mass.)/Paris 1929, 1959
- État présent des travaux sur J.-J. Rousseau, Paris 1941, New York 1971

### Herausgeber und Übersetzer
- (Übersetzer) Edmund T. Sanford, Cours de psychologie expérimentale. Sensations et perceptions, Paris 1900
- Théophile Gautier, Jettatura, Boston 1900
- Victor Cherbuliez, Le roi Apépi, New York 1902
- Victor Hugo, Selected Poems, New York 1908
- (mit Helen Maxwell King) Seventeenth century French readings, New York 1915, 1931
- Eighteenth century French readings, New York 1923, 1967
- Ernest Pérochon, Nêne, Boston/New York 1926
- Nineteenth century French readings, New York, 1934,  1967
- (mit Osmond T. Robert  und Pierre François Giroud) Nouvelle anthologie française, New York 1936